# Homallotermes
Homallotermes es un género de termitas isópteras perteneciente a la familia Termitidae que tiene las siguientes especies:
1. Homallotermes eleanore
2. Homallotermes exiguus
3. Homallotermes foraminifer
4. Homallotermes pilosus